# 马河乡 (宁安市)
马河乡，是中华人民共和国黑龙江省牡丹江市寧安市下辖的一个乡镇级行政单位。

## 行政区划
马河乡下辖以下地区：
马莲河村、新立村、马河村、红光村、黎明一村、金坑村、跃进村、东烧锅村、后斗村、前斗村、头道村、四道村、鹿道村、富路村、松岭村和五道河子村。